# Мехмана
Мехмана́  (азерб. Mehmana) — село в Чылдыранском сельском административно-территориальном округе Агдеринского района Азербайджана.

## География
Вместе с сёлами Чылдыран и Деведашы Мехмана входит в состав Чылдыранского сельского административно-территориального округа Агдеринского района, при этом село Чылдыран является центром этого округа.
Село расположено в 20 километрах юго-западнее реки Тертер.

## История
С начала XIX по конец XX века село Мехмана являлось местом компактного проживания понтийских греков, которых завлекли сюда запасы руды драгоценного металла. В 1830 году грузинский экзарх назначил главой прихода греческой общины протоиерея Василия Андрианова.
В советский период на 1977 год село Мехмана (азерб. Меһмана, арм. Մեհմանա, греч. Μεχμανά) входило в состав Чылдыранского сельсовета Мардакертского района Нагорно-Карабахской автономной области (НКАО) Азербайджанской ССР.
В советское время местные жители села поддерживали связи с родственниками из Греции, некоторые ездили туда к родным; приезжали и из Греции.
2 сентября 1991 года на совместной сессии Нагорно-Карабахского областного и Шаумяновского районного Советов народных депутатов была принята Декларация о провозглашении Нагорно-Карабахской Республики (НКР) в границах НКАО и сопредельного Шаумяновского района Азербайджанской ССР.
26 ноября 1991 года Верховный Совет Азербайджанский Республики принял закон «Об упразднении Нагорно-Карабахской автономной области Азербайджанской Республики», согласно которому, помимо упразднения НКАО, Мардакертский район переименовывался в Агдеринский.
В ходе Первой карабахской войны, 4—9 июля 1992 года, во время летнего наступления азербайджанских войск,  Азербайджан восстановил контроль над селом, но 15—19 июля уступили его армянским вооружённым формированиям. 26 августа (по другим сведениям 1 сентября) 1992 года Азербайджан вновь восстановил контроль над селом.
Решением Милли Меджлиса Азербайджанской Республики от 13 октября 1992 года Агдеринский район был ликвидирован, а село Мехмана было передано в состав Кельбаджарского района.
В феврале 1993 года вооружённые формирования непризнанной НКР перешли в наступление и в течение трёх суток взяли под контроль девять сёл района, включая Мехману. Согласно административно-территориальному делению НКР, село входило в состав Мартакертского района.
В результате трёхстороннего Заявления о прекращении огня, подписанного по итогам Второй Карабахской войны, село перешло под контроль российских миротворческих сил.
В результате боевых действий в сентябре 2023 года Азербайджан восстановил свой контроль над селом.
27 декабря 2023 года Агдеринский район был восстановлен в прежних границах и Чылдыранский сельский административно-территориальный округ вместе с входящим в него селом Мехмана из состава Кельбаджарского района был передан в состав Агдеринского района. В настоящее время село Мехмана входит в состав Чылдыранского сельского административно-территориального округа Агдеринского района Азербайджана.

## Население
В составе Российской империи село Мехмана входило в состав Джеванширского уезда Елисаветпольской губернии. По данным «Кавказского календаря» 1912 года в селе жило 62 человека, преимущественно греки. Согласно сельскохозяйственной переписи 1921 года в селе Мехмана Джеванширского уезда жил 91 человек (18 хозяйств), преобладающая национальность — греки. По состоянию на 1 января 1933 года в селе Мехмана Джерабертского района проживало 108 человек (20 хозяйств).
На 2006 год в селе проживало 14 семей, в основном — армяне. Греческое население почти полностью покинуло село, перебравшись в Грецию, преимущественно в города Флорина и Верия.

## Экономика
После Первой Карабахской войны за счёт властей непризнанной НКР в Мехмане было построено шесть домов. В селе функционировали школа, клуб и медпункт. Проблемы с телефонной связью, теле- и радиовещанием, питьевой водой оставались нерешёнными, дороги находились в плохом состоянии, а ближайшей нормальной дорогой являлся участок Агдере — Хейвалы, который проходил в 2 км к северу от села и до которого практически невозможно добраться в связи с тем, что село с трассой соединяет неасфальтированный горный серпантин. Зимой жители села практически не имели возможности выезжать за пределы деревни.